# Нижньовартовськ
Нижньова́ртовськ (рос. Нижневартовск) — місто у складі Ханти-Мансійського автономного округу Тюменської області, Росія. Адміністративний центр Нижньовартовського міського округу.
Населення — 275429 осіб (2018, 251691 у 2010, 239044 у 2002).

## Історія
Заснований ще 1909 року, а зараз є другим за величиною містом округу після Сургута. Одне з небагатьох міст країни, яке перевищує адміністративний центр свого суб'єкта федерації (Ханти-Мансійськ), як за кількістю населення, так і за промисловим потенціалом. У народі має коротку назву Вартовськ.
Розквіт міста почався у 1960-х рр., коли в ХМАО відкрили нафтогазові родовища. Саме у Нижньовартовському районі знаходиться найбільше нафтове родовище Російської Федерації — Самотлорське, тому місто іноді називають економічною столицею Росії.

## Населення
За даними Всеросійського перепису 2010, населення міста складало 251 694 осіб, з них 14 486 осіб або 5,76 % населення становили українці.

## Транспорт
Міжнародний аеропорт входить до двадцяти найбільших у Росії. Також у Нижньовартовську працює річковий порт і залізничний вокзал.